# Coupe de France 1997/98
Der Wettbewerb um die Coupe de France in der Saison 1997/98 war die 81. Ausspielung des französischen Fußballpokals für Männermannschaften. In diesem Jahr meldeten 6.106 Vereine, darunter auch solche aus den überseeischen Besitzungen Frankreichs.
Titelverteidiger OGC Nizza schied diesmal schon im Zweiunddreißigstelfinale aus, während dessen unterlegener Gegner EA Guingamp es erneut bis in die Vorschlussrunde schaffte. Die Trophäe gewann der Paris Saint-Germain FC, der damit bei seiner sechsten Finalteilnahme zum fünften Mal erfolgreich war. PSGs letzter Sieg lag erst drei Jahre zurück. Endspielgegner Racing Club de Lens, in dieser Saison französischer Meister, stand in seinem dritten Finale, aber wie schon 1948 und 1975 verließen die Nordfranzosen den Platz als Verlierer.
Mit dem FC Istres brachte es nur eine semiprofessionelle Mannschaft aus der National 1 (dritte Division) bis ins Viertelfinale; gleichfalls im Viertelfinale schieden die letzten beiden noch vertretenen Teams aus der professionellen Division 2 (FC Mulhouse und SM Caen) aus. So weit schaffte es mit dem Viertligisten FC Bourg-Péronnas auch ein reiner Amateurklub; von denen war mit dem FC Pau ein weiteres viert- und mit dem UFC Pays d’Argentan sogar ein fünftklassiges Team immerhin bis unter die 16 besten Mannschaften gekommen. Argentan war seit der Einführung des Professionalismus in Frankreich (1932) nach RC Arras (1949), AC Denain (1957), AS Gardanne (1960) und CS Blénod (1996) erst der fünfte Verein auf dieser Ligastufe im Achtelfinale.
Nach den von den regionalen Untergliederungen des Landesverbands FFF organisierten Qualifikationsrunden griffen ab der Runde der letzten 64 Mannschaften auch die 18 Erstdivisionäre in den Wettbewerb ein. Die Paarungen und das Heimrecht wurden für jede Runde frei ausgelost; allerdings durften diejenigen Vereine ihre Partie automatisch vor eigenem Publikum austragen, die gegen einen mindestens zwei Klassen höher spielenden Gegner antraten. Auch diejenige Mannschaft, die in der Fairnesswertung vorne lag („blaue Karte“), erhielt in der folgenden Runde das Recht, vor eigenem Publikum zu spielen. Bei unentschiedenem Spielstand nach Verlängerung kam es zum Elfmeterschießen.

## Zweiunddreißigstelfinale
Spiele zwischen 16. und 18. sowie am 28. Januar 1998. Die Vereine der beiden professionellen Ligen sind mit D1 bzw. D2 bezeichnet, diejenigen der semiprofessionellen dritten Division Ligue National mit D3; die landesweiten Amateurspielklassen firmieren als CFA und CFA2, die drei höchsten regionalen Amateurligen als DH, DHR bzw. PH („Division d’Honneur“, „Division d’Honneur Régionale“ bzw. „Promotion d’Honneur“).
| - SM Caen D2 – FC Toulouse D2 1:0 - SA Épinal D3 – RC Strasbourg D1 2:1 - SO Châtellerault CFA – FC Sochaux D2 1:2 - SC Bastia D1 – Chamois Niort D2 1:0 - US Boulogne CFA – FC Saint-Lô CFA 2:0 - Marsouins Brétignolles DH – FC Nantes D1 0:3 - FC Champagnole DH – FC Mulhouse D2 0:2 - La Vitréenne PH – FC Lorient D2 0:4 - FCO Dijon CFA – AS Monaco D1 1:2 n. V. - Stade Laval D2 – AS Angoulême D3 1:3 - FC Thionville CFA2 – EA Guingamp D1 1:5 - FC Sète CFA – Olympique Marseille D1 0:3 - Stade Rennes D1 – LB Châteauroux D1 1:0 - RC Lens D1 – Le Havre AC D1 2:1 - Sporting Toulon D2 – OGC Nizza D2 4:2 n. V. - AS Cannes D1 – ASOA Valence D2 2:0 | - FC Bourg-Péronnas CFA – FC Villefranche CFA 4:2 - Thouars Foot 79 D3 – Paris Saint-Germain D1 1:3 - CM Aubervilliers CFA – Girondins Bordeaux D1 1:7 - FCO Saint-Jean de La Ruelle DH – AS Beauvais D2 2:3 - FC Pau CFA – Fontenay Vendée Football CFA 0:0 n. V. (4:2 i. E.) - ES Segré Haut-Anjou CFA – AJ Auxerre D1 1:2 - FC Saint-Denis-Saint-Leu D3 – Olympique Lyon D1 0:2 - US Jeanne d’Arc Carquefou CFA2 – ES Wasquehal D2 0:2 - Olympique Alès CFA – AFC Aurillac CFA 3:0 - CS Sedan D3 – CS Louhans-Cuiseaux D2 3:1 n. V. - US Vermelles PH – UFC Pays d’Argentan CFA2 0:2 - UC Le Mans D2 – FC Metz D1 1:1 n. V. (2:4 i. E.) - ES Grau-du-Roi DH FC Istres D3 0:0 n. V. (3:5 i. E.) - Olympique Grand Rouen CFA – AS Nancy D2 0:1 - AS Muret CFA – FC Trélissac-Maurilloux CFA 1:1 n. V. (4:5 i. E.) - HSC Montpellier D1 – Stade Reims CFA2 3:0 |

## Sechzehntelfinale
Spiele am 7./8. Februar 1998
| - SM Caen D2 – FC Nantes D1 1:0 - SA Épinal D3 – RC Lens D1 0:2 n. V. - FC Mulhouse D2 – AJ Auxerre D1 2:1 n. V. - FC Lorient D2 – Paris Saint-Germain D1 0:1 - FC Metz D1 – SC Bastia D1 1:0 - FC Istres D3 – Stade Rennes D1 1:0 - ES Wasquehal D2 – EA Guingamp D1 1:2 - Sporting Toulon D2 – AS Nancy D2 2:0 | - AS Cannes D1 – AS Beauvais D2 3:1 n. V. - FC Bourg-Péronnas CFA – HSC Montpellier D1 3:2 - FC Pau CFA – Olympique Alès CFA 2:2 n. V. (5:4 i. E.) - UFC Pays d’Argentan CFA2 – CS Sedan D3 0:0 n. V. (8:7 i. E.) - AS Angoulême D3 – Olympique Lyon D1 0:2 - US Boulogne CFA – Olympique Marseille D1 0:1 - AS Monaco D1 – Girondins Bordeaux D1 1:0 - FC Trélissac-Maurilloux CFA – FC Sochaux D2 1:2 |

## Achtelfinale
Spiele am 27./28. Februar 1998
| - FC Istres D3 – Olympique Lyon D1 0:1 n. V. - UFC Pays d’Argentan CFA2 – RC Lens D1 1:3 - AS Cannes D1 – FC Mulhouse D2 0:2 n. V. - FC Bourg-Péronnas CFA – FC Metz D1 2:0 | - FC Pau CFA – Paris Saint-Germain D1 0:1 n. V. - EA Guingamp D1 – Sporting Toulon D2 1:1 n. V. (5:4 i. E.) - AS Monaco D1 – Olympique Marseille D1 2:0 n. V. - FC Sochaux D2 – SM Caen D2 2:2 n. V. (5:6 i. E.) |

## Viertelfinale
Spiele zwischen 20. und 22. März 1998
| - Olympique Lyon D1 – FC Bourg-Péronnas CFA 1:0 - Paris Saint-Germain D1 – AS Monaco D1 1:0 | - EA Guingamp D1 – FC Mulhouse D2 1:0 - SM Caen D2 – RC Lens D1 1:2 |

## Halbfinale
Spiele am 11./12. April 1998
| - Paris Saint-Germain D1 – EA Guingamp D1 1:0 | - RC Lens D1 – Olympique Lyon D1 2:0 |

## Finale
Spiel am 2. Mai 1998 im Stade de France von Saint-Denis vor 77.000 Zuschauern
- Paris Saint-Germain – RC Lens 2:1 (1:0)

### Mannschaftsaufstellungen
Paris SG: Vincent Fernandez – Alain Roche, Paul Le Guen, Didier Domi, Éric Rabésandratana – Jimmy Algerino, Pierre Ducrocq, Franck Gava, Raí  – Marco Simone, Florian Maurice (Laurent Fournier, 87.)
Trainer: Ricardo Gomes
RC Lens: Guillaume Warmuz – Éric Sikora, Cyrille Magnier, Jean-Guy Wallemme , Frédéric Déhu – Marc-Vivien Foé, Stéphane Ziani, Mickaël Debève (Philippe Brunel, 68.) – Vladimír Šmicer, Anto Drobnjak (Wagneau Eloi, 60.), Tony Vairelles
Trainer: Daniel Leclercq
Schiedsrichter: Gilles Veissière (Nice)

### Tore
1:0 Raí (24.)

2:0 Simone (53.)

2:1 Šmicer (83.)

### Besondere Vorkommnisse
Dies war das erste Finale im für die Weltmeisterschaft 1998 neu gebauten Stade de France, das seither das regelmäßige Endspielstadion ist. Die diesjährige Zuschauerzahl setzte gleich eine neue Rekordmarke; bis dahin hatte sie bei 61.722 Besuchern des Finales zwischen Stade Reims und Racing Paris im Mai 1950 gelegen.
Von der Endspielmannschaft, die 1995 die Coupe für PSG gewonnen hatte, waren nur noch Alain Roche (insgesamt sogar schon sein fünfter Pokalsieg seit 1986), Paul Le Guen (dritter Gewinn) und Raí dabei. Roche ist damit bis heute (2009) einer von nur drei Fußballern, die als Spieler in fünf siegreichen französischen Pokalfinals standen; die beiden anderen sind Marceau Somerlinck (ab 1946) und Dominique Bathenay (ab 1974).